# Journée mondiale de l'épargne
La Journée mondiale de l'épargne (en anglais, World Thrift Day ou World Savings Day) remonte au 31 octobre 1924 et est célébrée chaque année à la même date. Elle met en avant l'importance d'économiser de l'argent, pour améliorer le niveau de vie et pour dynamiser l'économie.

## Historique
Le 1er Congrès international des caisses d'épargnes (en anglais, First International Thrift Congress) a été organisé par la caisse d'épargne des provinces lombardes (en italien, Cassa di Risparmio delle Provincie Lombarde) et s'est tenu  à Milan, Italie, du 26 au 31 octobre 1924. Il a réuni 354 délégués de 27 pays, représentant environ 7000 succursales bancaires, et a eu pour objectif principal la collaboration entre instituts bancaires. C'est en concluant le congrès que le professeur italien Filippo Ravizza (conseiller propagande à la caisse d'épargne des provinces de lombardie) a proclamé le 31 octobre comme étant la journée mondiale de l'épargne.
Les pays développés célèbrent chaque année cette journée.

## Concept
La journée mondiale de l'épargne avait originellement pour but d'inciter les citoyens à conserver leur argent en banque, plutôt que chez eux. Elle visait également à promouvoir la pratique de préserver une partie des revenus de leur consommation immédiate, en vue de faire face à des dépenses imprévues.
Exemples de thèmes sociaux et économiques mis en avant :
- "Épargner pour être libre"
- "Épargne familiale, progrès social"
- "Épargner pour réussir".